# Amphientomidae
Amphientomidae är en familj av insekter. Amphientomidae ingår i överfamiljen Amphientomoidea, ordningen stövsländor, klassen egentliga insekter, fylumet leddjur och riket djur. Enligt Catalogue of Life omfattar familjen Amphientomidae 3 arter. 
Amphientomidae är enda familjen i överfamiljen Amphientomoidea.
Kladogram enligt Catalogue of Life:
| Amphientomidae | \| \| Lithoseopsis \| \| \| \| \| \| Stimulopalpus \| \| \| \| |
|                | \| \| Lithoseopsis \| \| \| \| \| \| Stimulopalpus \| \| \| \| |
|                | Lithoseopsis                                                   |
|                |                                                                |
|                | Stimulopalpus                                                  |
|                |                                                                |